# Casa Pinell (Santa Maria de Palautordera)
Casa Pinell és una casa de Santa Maria de Palautordera (Vallès Oriental) protegida com a Bé Cultural d'Interès Local.

## Descripció

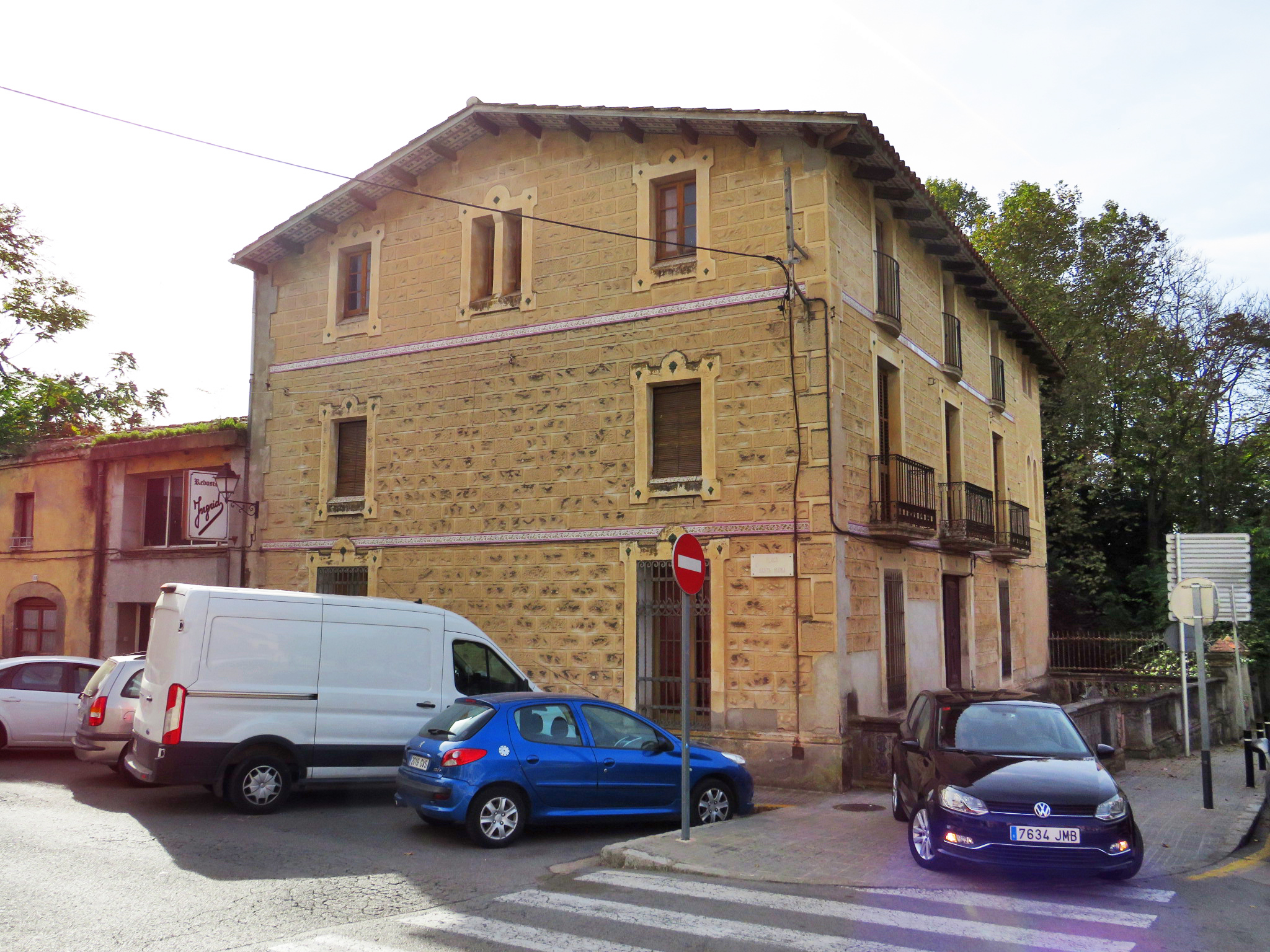
Façana de la plaça de Santa Maria

Es tracta d'un edifici, amb jardí, de planta rectangular amb paret mitgera. Consta de semisoterrani, planta baixa i dos pisos. La coberta és a dues vessants de carener paral·lel a la façana principal amb ràfec de bigues de fusta i rajoles decorades amb motius florals en verd. Les façanes estan arrebossades imitant carreus treballats. A la façana principal, la porta és rectangular de llindes planes sense decoració, excepte unes rosetes en vidrat verd. Una petita veta de rajoles separa les diferents plantes. Els buits són de llinda plana i estan emmarcats per motllures decorades amb petites aplicacions ceràmiques de color verd amb motius florals. Al primer pis hi ha tres obertures amb balcons grans i a les golfes, tres obertures amb petits balcons. Al costat sud hi ha un cos adossat cobert a tres vessants. En el semisoterrani hi ha una sortida al jardí i una galeria amb balustrada a la resta de plates. La galeria és de cinc buits d'arc de mig punt en la planta baixa i el primer pis i d'arc carpanell en el segon pis. La coberta a tres vessants del cos de les galeries és posterior a la construcció de la casa, abans hi havia una gran terrassa.